# The Silver Lining (Soul Asylum)
The Silver Lining è il nono album di studio dei Soul Asylum, uscito l'11 luglio 2006, a otto anni di distanza da Candy from a Stranger. È l'ultimo in cui suona il bassista Karl Mueller: egli infatti, prima del decesso, avvenuto per cancro il 17 giugno 2005, registrò tutte le partiture di basso del disco.

## Tracce
1. "Stand Up And Be Strong" - 4:22
2. "Lately" - 3:27
3. "Crazy Mixed Up World" - 3:55
4. "All Is Well" - 3:13
5. "Bus Named Desire" - 3:04
6. "Whatcha Need" - 3:50
7. "Standing Water" - 4:38
8. "Success Is Not So Sweet" - 4:56
9. "The Great Exaggerator" - 4:06
10. "Oxygen" - 4:01
11. "Good For You" - 3:52
12. "Slowly Rising" - 3:55 /"Fearless Leader" - 3:32 (traccia fantasma)

la versione giapponese contiene la canzone "Showtime".

## Posizione in classifica
Album - Billboard (Nord America)
| Year | Chart             | Position |
| ---- | ----------------- | -------- |
| 2006 | The Billboard 200 | 155      |